# Joachim Neander
Joachim Neander   (Bremen, 1650 - Bremen, 31 de maig de 1680) va ser un teòleg calvinista alemany. Va escriure també himnes religiosos importants com el titulat «Lobe den Herren, den mächtigen König der Ehren». El seu cognom té una estreta relació amb el topònim Neanderthal.
Joachim Neander nasqué a Bremen. El seu avi, que era un músic, canvià el cognom original, Neumann ('Home nou' en català) pel grec Neander (que significa el mateix, segons un costum d'aquell temps) Joachim estudià teologia a Bremen entre 1666 i 1670.
L'any 1671 va esdevenir tutor privat a Heidelberg, i el 1674 professor de llatí a Düsseldorf; després va ser clergue. Quan vivia en aquesta ciutat li agradava anar a la propera vall del riu Düssel, com a inspiració dels seus poemes. El congost denominat anteriorment Gesteins, Hundsklipp (o Klipp), va ser rebatejat Neandertal en honor seu a principi del segle xix. Posteriorment, a la segona meitat del mateix segle, l'extracció de pedra calcària va crear realment una vall (en alemany thal significa ‘vall’ i s'escriu modernament tal), que va esdevenir famosa l'any 1856 quan s'hi van descobrir les restes d'Homo neanderthalensis (home de Neandertal).
Neander va ser un pastor protestant extremadament popular. Va morir de tuberculosi als trenta anys.